# Sonohra
Sonohra a neve annak az olasz együttesnek, melynek tagjai a Veronábanban született Diego e Luca Fainello testvérek. A  2008-as Sanremói Dalfesztiválon ők nyerték meg a Giovani (fiatalok) kategóriát.

## Tagok
- Luca Fainello (Verona,  1982. február 27.)
- Diego Fainello (Verona,  1986. november 27.)

## Diszkográfia
- 2008 - Liberi da sempre
  - Aranylemez - 40 000 eladott lemezzel (2008)
- 2008 - Liberi da sempre - Limited Edition (CD + DVD)

### Kislemezek
- 2008 - L'amore
- 2008 - Love Show

## Sikerek
- 2008 - Giovani (fiatalok) kategória győztesei a Sanremói Dalfesztiválon 2008-ban
- 2008 - Best New Artist kategória győztesei a 2008-as olaszországi TRL Awardsnak
- 2008 - Aranylemez 40 000 eladott lemez után az első albumukból